# Ильинский (Башкортостан)
Ильинский (баш. Ильинск) — деревня в Благовещенском районе Республики Башкортостан Российской Федерации. Входит в состав Удельно-Дуванейского сельсовета

## География

### Географическое положение
Находится на берегу реки Белой.

## История
Поселок основан в первой половине 1920-х годов жителями Удельных Дуванеев. Всегда входил в состав Удельно-Дуванейского сельсовета. С  начала 1950-х и до конца XX века входил в колхоз имени Димитрова.

## Население
| 2002 | 2009 | 2010 |
| ---- | ---- | ---- |
| 10   | ↘5   | →5   |

Историческая численность населения:  в 1939 году насчитывалось 136 человек, в 1969 году - 101, в 2010 - только 5 постоянных жителей.